# 凌濛初
凌濛初（1580年6月18日—1644年2月21日），字玄房，號初成，別號即空觀主人，浙江湖州府烏程縣（今吳興區織里鎮晟舍）人，明朝官員、文學家、小說家。

## 生平
萬曆八年（1580年）五月初七生於浙江湖州府烏程縣東晟舍鋪（今浙江省湖州市織里鎮）。據《浙江通志》，凌家祖先世代為官。高祖凌敷，曾祖凌震，祖父凌約言，父親凌迪知，從叔父凌稚隆，世代有聞人。其父叔輩始事編刻，成為當時頗負盛名的書刻家。凌濛初十二歲入學，期間科場不順，屢試不中。萬曆二十五年（1597年）補廩膳生，最後轉向著述。
崇禎七年（1634年）五十五歲以副貢選任上海縣丞，崇禎十五年（1642年），擢徐州通判並分署房村，去任前“臥轍攀轅，涕泣阻道者，踵相接也”。
崇禎十六年（1643年）程繼孔（陈小一）農民軍起，凌濛初入何騰蛟幕下，進獻“剿寇十策”，參與鎮壓平定淮、徐民變，不久殉職。一說崇禎十七年（1644年）凌濛初在房村被李自成軍包圍，拒絕投降，憂憤嘔血而死。

## 著作
凌濛初一生著述甚豐，最大的貢獻是在通俗文學創作方面，著有《二拍》、《聖門傳詩嫡塚》、《言詩翼》、《詩逆》、《詩經人物考》、《左傳合鯖》、《倪思史漢異同補評》、《贏縢三劄》、《蕩櫛後錄》、《國門集》、《國門乙集》、《雞講齋詩文》、《乙編誕》、《燕築謳》、《南音之籟》、《東坡禪喜集》、《合評選詩》、《陶韋合集》、《惑溺供》、《國策概》。其中以“二拍”影響最大，即《初刻拍案驚奇》與《二刻拍案驚奇》兩書。又与馮夢龍所著《古今小說》（《喻世明言》）、《警世通言》、《醒世恒言》合稱“三言二拍”。
杭人傅青眉依據《二刻》改編為雜劇十二種《蘇門嘯》。
明朝抱甕老人（真名不詳）鑑於三言、二拍卷帙浩繁，不易購得，且良莠不齊，故選出其中佳作四十篇編成《今古奇觀》，大獲讀者的歡迎。
《二刻拍案驚奇》一書於清末已亡佚於中國，僅日本內閣文庫藏有一部，1956年王古魯依日本寫錄抄書加注出版；1955年李田意攝影內閣文庫本則於1960年（民國四十九年）由臺北正中書局排印出版。

## 文學成就
凌濛初所作短篇小說，雖多取材自《太平廣記》及《夷堅志》等舊籍，但是作者的改編、創造能力，賦予了舊材料全新的生命。往往本事在原書中不過數十字，僅在記敘舊聞，了無意趣，經過凌濛初的改寫，則成為文情並茂的數千字，抒情寫景，引人入勝。但凌濛初的作品對社會人生刻劃有欠深度，又有神鬼迷信、轮回报应的思想，而且在色情文字的描写甚多。

## 傳記
葉德鈞《凌濛初事跡繫年》，民國二十五年。